# Emilie Lehmus
Emilie Lehmus, född 1841, död 1932, var en tysk läkare. 
Hon blev den första tyska kvinna som tog examen i medicin vid universitetet i Zürich och blev doktor 1870. Hon blev tillsammans med Franziska Tiburtius den första kvinnliga läkaren i Tyskland när de år 1877 öppnade mottagning i Berlin. I själva Tyskland fick kvinnor inte tillstånd att studera vid universiteten förrän efter sekelskiftet. År 1901 fick kvinnliga läkare med utländska diplom tillstånd att ansöka om tysk läkarlicens, men Lehmus hade då avslutat sin praktik och Tibertius avstod från att ansöka: därför kan Ida Democh-Maurmeier, som sökte och fick tysk läkarlicens 1901, också sägas vara Tysklands första kvinnliga läkare. 